# Cimborrio de la Seo
El cimborrio de la Catedral del Salvador de Zaragoza es un monumento medieval de hechura mudéjar, que cubre el coro y corona el transepto de la catedral. Asimismo ilumina el presbiterio de la Seo.

## Historia
El primer cimborrio fue edificado en el siglo XIV, construido por Juan de Barbastro y Domingo Serrano. Culminado en 1376, fue fruto de la colaboración de moros y cristianos.
Para comienzos del siglo XV, ese cimborrio amenazaba ruina. Entre 1403 y 1405 se comenzó a levantar un reemplazo del viejo, bajo el patrocinio del antipapa Benedicto XIII. Con forma de tiara papal —quizá en alusión al Papa Luna—, la obra de ladrillo fue terminada antes de 1408, pues el 26 de febrero de 1409 Mahoma Rami comenzó la decoración del nuevo cimborrio. Sin embargo, hacia 1417 amenazaba ruina nuevamente.
En las postrimerías del siglo XV, el arzobispo Alonso II de Aragón, hijo natural del rey Fernando el Católico, intentó emprender un proyecto para ampliar de tres a cinco naves la Seo. El proyecto estuvo a punto de venirse abajo al constatarse el pésimo estado del cimborrio, edificando apenas hacía ochenta años. Para ello, una comisión dirigida por el toledano Enrique Egas dictaminó como imprescindible el derribo del ruinoso cimborrio.
Entre 1505 y 1520 se levantó el tercer cimborrio, que perdura hasta la actualidad. Las obras de construcción fueron dirigidas por Juan de Sisuar —llamado en ocasiones Juan de Botero—. Pero ya no sería Alonso II quien inauguró la nueva obra, sino su vástago ilegítimo y sucesor, Juan de Aragón II.

## Descripción
Sus dos sencillos cuerpos octagonales de ladrillo y con decoración mudéjar se rematan con una sencilla espadaña.
El espléndido cimborrio, situado en el cruce del transepto con la nave central que proporciona luz al presbiterio y se voltea sobre cuatro trompas, considerado como la aportación española más original al problema del cerramiento del crucero, se eleva sobre los arcos ojivales con tracería gótica y los emblemas de Benedicto XIII y constituye una extraordinaria realización técnica por el juego de arcos de ladrillo que le dan estabilidad.
La articulación de los cuerpos octogonales se resuelve de manera admirable, desde la traza rectangular del arranque hasta la coronación en una linterna, que apoya en un sistema de arcos diagonales cruzados formando una estrella de ocho puntas.
Las intersecciones de los nervios fueron ornados con dieciséis claves góticas de madera dorada. En las hornacinas descansan esculturas de los cuatro Padres de la Iglesia latina y de los Evangelistas. Destaca el escudo de Alonso de Aragón, sostenido por esfinges aladas
Una inscripción evoca la edificación del cimborrio:

CIMBORIUM - QUOD - HOC - IN LOCO - BENEDITUS PAPA- XIII USISPANUS- PATRIA - ARAGONENSIS - IENTE - NOBILI - LUNA - EXTRUXERAT - VETUSTATE- COLAPSUM - MAIORI - INPENSA - EREXIT - ANPLISSIMUS - ILLUSTRISQUE ALFONSUS - CATOLICI - FERDINANDI CASTELLE - ARAGONIE - UTRIUSQUE -SICILIE - GRANATE - REGIS FILIUS - QUI - GLORIA - FRUANTUR. - ANNO 1520".

El actual cimborrio funde magníficamente los estilos mudéjar y gótico, representando asimismo la talla renacentista que tan de moda estuvo durante su construcción. 
Al levantarse dicha estructura, fueron convocados a la ciudad del Ebro para edificarlo in situ los mejores arquitectos y decoradores de la época. 
El cimborrio se voltea en planta rectangular y da paso al octógono a través de trompas sobre las que los muros verticales se llenan de ornos típicos del renacimiento peninsular. Sobre esta estructura se abren ventanas y hornacinas con estatuas. Las nervaduras, partiendo de los ángulos del octógono, forman una estrella y abren un hueco sobre el que se levanta con magnificencia una linterna. Es, a todas luces, un estilo islámico sin parangón en la Península, con la única salvedad de las capillas adosadas de la Mezquita de Córdoba.
Varios siglos después, entre 1987 y 1992, el Gobierno de Aragón dio inicio a una serie de restauraciones en el complejo arquitectónico de la Seo. La pared de la Parroquieta, las capillas de la cabecera, la fachada de raigambre neoclásico y el cimborrio fueron parte de la reforma.